# アルコPA
アルコPAは、車軸配置A1A-A1Aの旅客用電気式ディーゼル機関車である。車体はアメリカン・ロコモティブ（アルコ）、電装品はゼネラル・エレクトリック(GE)が担当し、1946年から1953年にかけてシリーズ合計で297両がニューヨーク州スケネクタディにて製造された。
外見は同時期に製造されたアルコFAとほぼ同様のキャブ・ユニットと呼ばれる箱形車体であり、片運転台のAユニット(PA)と運転台のないBユニット(PB)がある。デザインはGEのレイ・パテン(Ray Patten)による。

## 解説
正式なバリエーションは2つあり、出力2,000馬力(1,500kW)のPA-1/PB-1、同2,250馬力(1680kW)のPA-2/PB-2に分けられる。メーカーによる正式名称ではない俗称として、PA-2/PB-2のエンジンを2,400馬力(1,800kW)のものに換装したものをPA-3/PB-3と呼ぶことがある。PA-3/PB-3は、内的にはターボチャージャーを水冷化するなど原動機周辺に手を加え、外観では、運転室側窓に「アイ・ブロー」と呼ばれた飾り帯がないことと、ラジエターシャッター後部に舷窓があることが特徴である。
後期に製造されたPA-2は水冷ターボチャージャーを装備しているが、とくに独立した形式とはなっていない。代わりに、従来形式をメンテナンスする時等に、同様の装備になるように改造をしている。
本シリーズのバリエーションは以下の通りである。
| 形式 | 設計記号 | 搭載エンジン | 出力(馬力) | 両数 | 製造期間               |
| ---- | -------- | ------------ | ---------- | ---- | ---------------------- |
| PA-1 | DL-304   | 244          | 2000       | 32   | 1946年6月 - 1948年12月 |
| PB-1 | DL-305   | 244          | 2000       | 18   | 1946年6月 - 1948年12月 |
| PA-1 | DL-304A  | 244          | 2000       | 58   | 1946年11月 - 1949年8月 |
| PB-1 | DL-305A  | 244          | 2000       | 19   | 1946年11月 - 1949年8月 |
| PA-1 | DL-304B  | 244          | 2000       | 77   | 1948年3月 - 1949年12月 |
| PB-1 | DL-305B  | 244          | 2000       | 4    | 1949年1月 - 1949年8月  |
| PA-2 | DL-304C  | 244          | 2250       | 54   | 1950年3月 - 1952年9月  |
| PB-1 | DL-305C  | 244          | 2250       | 5    | 1950年3月 - 1952年4月  |
| PA-1 | DL-304D  | 244          | 2250       | 27   | 1953年5月 - 1953年12月 |
| PB-1 | DL-305D  | 244          | C          | 3    | 1953年5月              |

FAシリーズをPAシリーズとともに特徴づけるのは、長く直線的な前頭部に長方形のフィルターを備え、その中にヘッドライトを収めたスタイルである。スリット形状のグリル、運転席側窓から流線型に下部へとカーブした飾り帯も特徴的である。
PAシリーズも含め、デザインとしてはフェアバンクス・モースのエリービルトの強い影響下にある。エリービルトはアルコのパートナーでもあるGEが製造したもので、前述のとおり、FAのデザインはそのGEのデザイナーであるレイ・パテンによる。そのため多くの人が、エリービルトのデザインから直線を強調し、より力強い外観にしたものがFAシリーズのデザインとなったと信じている。
本シリーズが搭載している244型ディーゼルエンジンは信頼性に欠け、FAとPAでGM-EMDが席巻しているディーゼル機関車市場に割り込むことができなかった。GEとの協業が終了したのも、エンジンの信頼性の低さが原因であった。アッチソン・トピカ・アンド・サンタフェ鉄道(ATSF)に納めた3両(ロードナンバー51L、51A、51B)は1954年8月にEMD 567系エンジンに換装され、出力は1,750馬力(1305kW)となった。
PA-2・PB-2で採用された新型の251型エンジンは大きく進化しており信頼性も向上したが、時既に遅く、アルコが失ったシェアを奪い返すまでには至らなかった。251型エンジンが広く使用されるようになったころ、GEは自社で開発したU25Bでディーゼル機関車市場に乗り込んでいた。GEは機関車メーカーとしてアルコに取って代わり、アルコは1969年に市場から撤退することになった。

## 特記事項のある車両
PAシリーズの第一号は、アッチソン・トピカ・アンド・サンタフェ鉄道(ATSF)の51号として納められた。この車両は、同時にアルコの製造番号75,000番の機関車でもあった。
PA-1はアメリカン・フリーダム・トレインを牽引した。この車両はアルコの所有で、ロードナンバーはアメリカ建国の年である1776とした。側面にはアメリカの国鳥である鷲のエンブレムが付けられている。製造は前述のATSF51号より11ヶ月遅いが、製造番号は74,696である。これはPAシリーズの第一号にキリのよい番号を付与した結果である。

## 新製時の所有者
| 鉄道運行会社                                                                   | PA1 | PB1 | PA2 | PB2 | 備考 |
| ------------------------------------------------------------------------------ | --- | --- | --- | --- | --- |
| ALCO-GE デモ車                                                                 |     |     | 1   | 1   | ニューヨーク・セントラル鉄道(NYC)へ                                                                                     |
| ALCO-GE デモ車                                                                 | 2   |     |     |     | CNグリーンと金色塗装にてカナディアン・ナショナル鉄道(CN)で、のちにミズーリ・カンザス・テキサス鉄道(MKT)にPA-2となった。 |
| アメリカン・フリーダム・トレイン                                               | 1   |     |     |     | 1947年版。のち、ガルフ・モバイル・アンド・オハイオ鉄道(GM&O)へ                                                          |
| アッチソン・トピカ・アンド・サンタフェ鉄道(ATSF)                               | 28  | 16  |     |     | 1946年に、最初にリーハイ・バレー鉄道(LV)にて試運転されたA及びBユニットを含む                                            |
| デンバー・アンド・リオグランデ・ウェスタン鉄道                                 | 4   | 2   |     |     | |
| エリー鉄道(ERIE)                                                               | 12  |     | 2   |     | |
| ガルフ・モバイル・アンド・オハイオ鉄道(GM&O)                                   | 2   |     |     |     | |
| リーハイ・バレー鉄道(LV)                                                       | 14  |     |     |     | |
| ミズーリ・カンザス・テキサス鉄道(MKT)                                          | 4   |     | 8   |     | |
| ミズーリ・パシフィック鉄道(MP)                                                 | 8   |     | 29  |     | |
| ニューヨーク・ニューヘイブン・アンド・ハートフォード鉄道(NH)                   | 27  |     |     |     | |
| ニューヨーク・シカゴ・アンド・セント・ルイス鉄道 (ニッケル・プレート鉄道、NKP) | 11  |     |     |     | |
| ニューヨーク・セントラル鉄道(NYC)                                              | 8   | 4   | 6   |     | |
| ペンシルバニア鉄道(PRR)                                                        | 10  | 5   |     |     | |
| セント・ルイス・サザンウェスタン鉄道 (SSW、コットンベルト)                     | 2   |     |     |     | のちサザン・パシフィック鉄道(SP)へ                                                                                      |
| サザン・パシフィック鉄道(SP)                                                   | 24  | 6   | 27  | 7   | |
| サザン鉄道(SOU)                                                                |     |     | 5   |     | |
| ユニオン・パシフィック鉄道(UP)                                                 | 8   | 6   |     |     | |
| ウォーバッシュ鉄道(WAB)                                                        | 4   |     |     |     | |
| パウリスタ鉄道 (初代) （ブラジル）                                             |     |     | 3   |     | 1,600 mm軌間 |
| 合計                                                                           | 169 | 39  | 81  | 8   | |

## 輸出された車両
PA-2の中には、1.600mm軌間(5フィート3インチ)であるブラジル・サンパウロ州のパウリスタ鉄道に納められたものがある。特徴として、カウキャッチャーを備えている。

## 保存車両
6両のPAが保存されている。16号から19号の4両は、デラウェア・アンド・ハドソン鉄道(DH)にて運行されていたものである。1974年から1975年にかけ、この4両はモリソン・クヌーセンによりリビルドされ、2,400馬力の251型エンジンに換装された。このリビルドにより、モリソン・ヌードセンによりPA-4と命名された。のちにメキシコの鉄道運行会社に譲渡された。
16・18号はアメリカ国内にある。16号はメキシコにおいて脱線により大きな損傷を受けたが、外観はきれいに修復され、スミソニアン博物館で保存されるためにATSFのウォーボンネットカラーに塗装された。18号は、ドイル・マコーマックの所有となり(彼の父が乗務員であった)、ニッケル・プレート鉄道(NKP)190号としてレストア中である。18号には、BCレールのモントリオール・ロコモティブ・ワークス(MLW)のM420形から取り外したMLW251型エンジンが搭載されている。
17・19号はメキシコのプエブラ博物館にある。17号は、SPの旧塗装であるデイライトカラーに塗られている。
残る2両は、前項のブラジルに輸出された3両中の2両である。